# Мохначанський заказник
Мохнача́нський зака́зник — лісовий заказник місцевого значення в Україні. Об'єкт природно-заповідного фонду Харківської області. 
Розташований на території Зміївського району Харківської області, біля села Мохнач. 
Площа 104,9 га. Статус отриманий у 1984 році. Перебуває у віданні ДП «Скрипаївське навчально-дослідне лісове господарство» Харківського національного аграрного університету ім. В. В. Докучаєва (Мохначанське л-во, кв. 48, вид. 3—6, кв. 49, вид. 1—8). 
Статус надано для збереження комплексу нагірних типів лісу на корінному правому березі долини річки Сіверський Донець. Унікальний еталон свіжих кленово-липових дібров. Деревостани віком до 180 років, в яких поширені лісові асоціації кленово-липово-дубові ліси волосистоосокові, занесені до Зеленої книги України. Навчальний об'єкт Харківського національного аграрного університету ім. В. В. Докучаєва. Наукова цінність — можливість дослідження екологічної рівноваги малопорушених лісів природного походження.

## Галерея

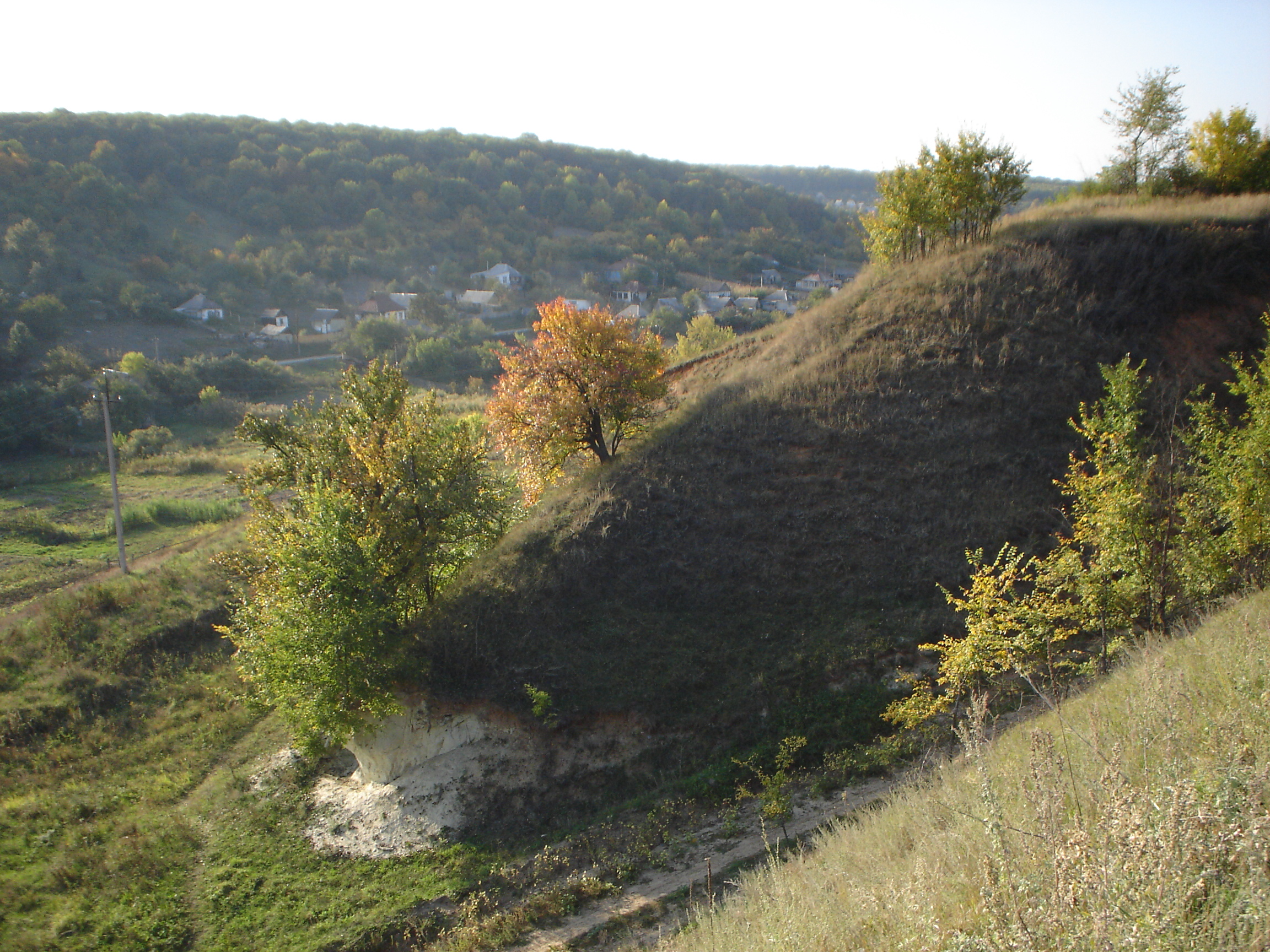
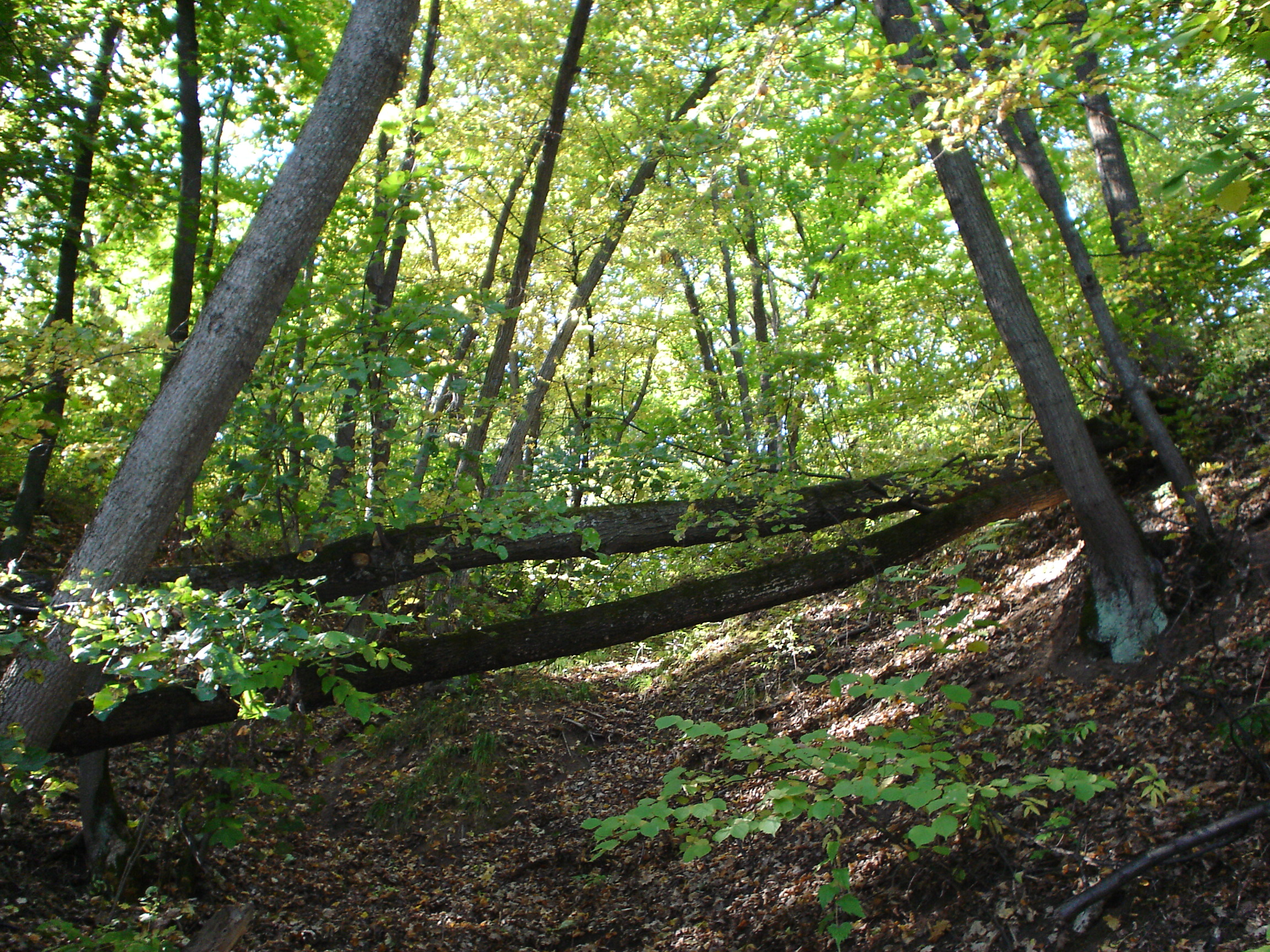
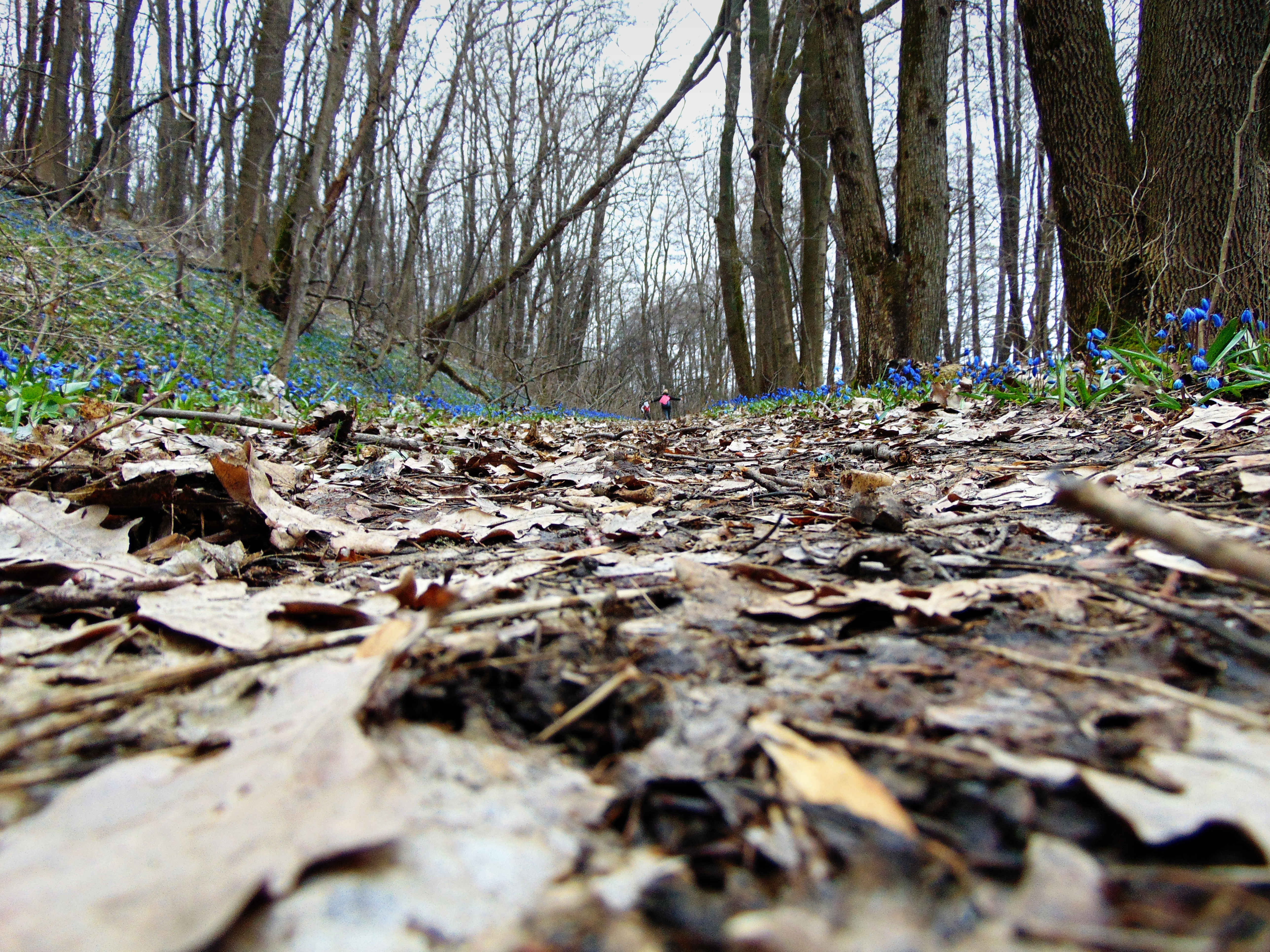
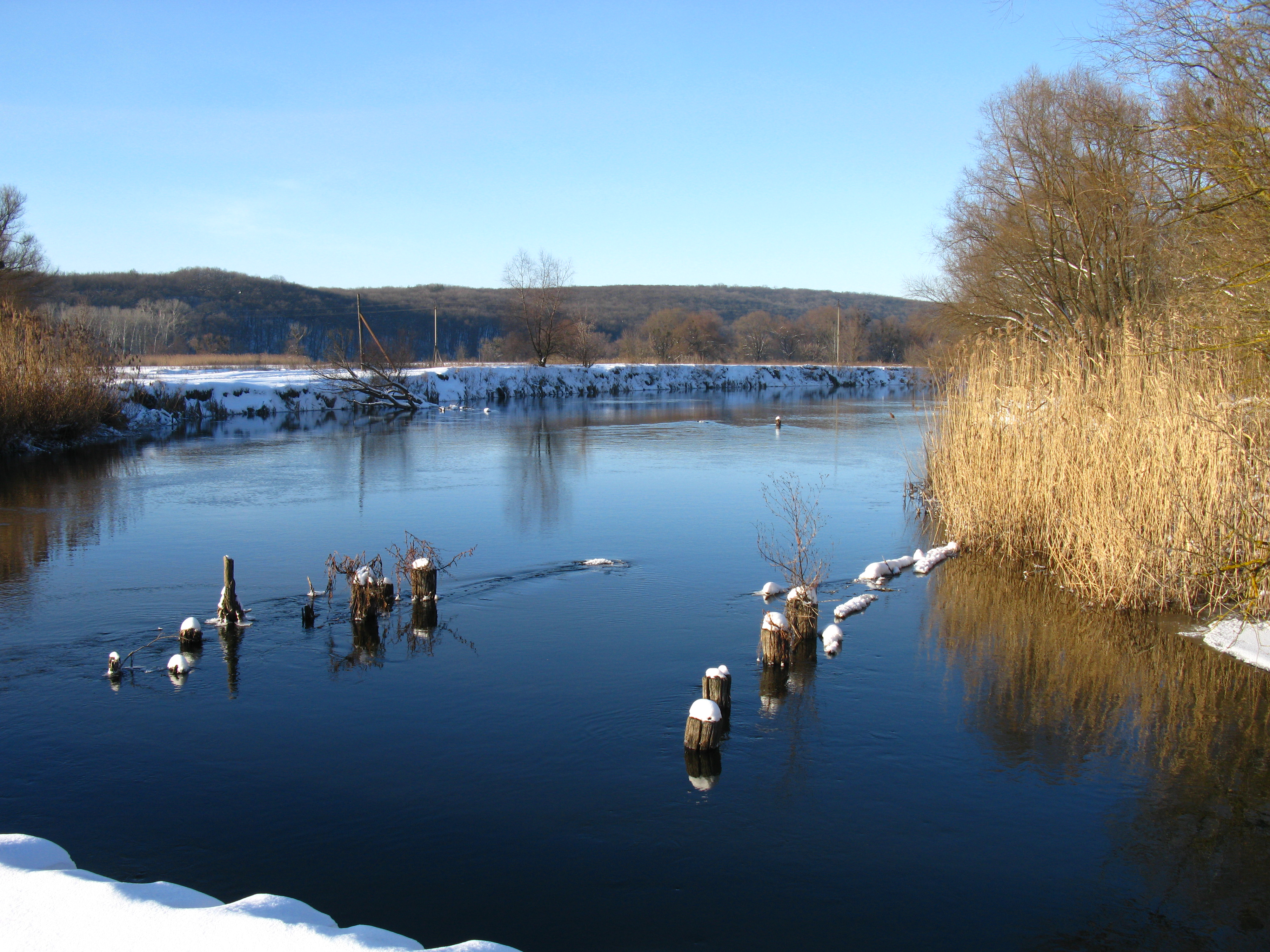
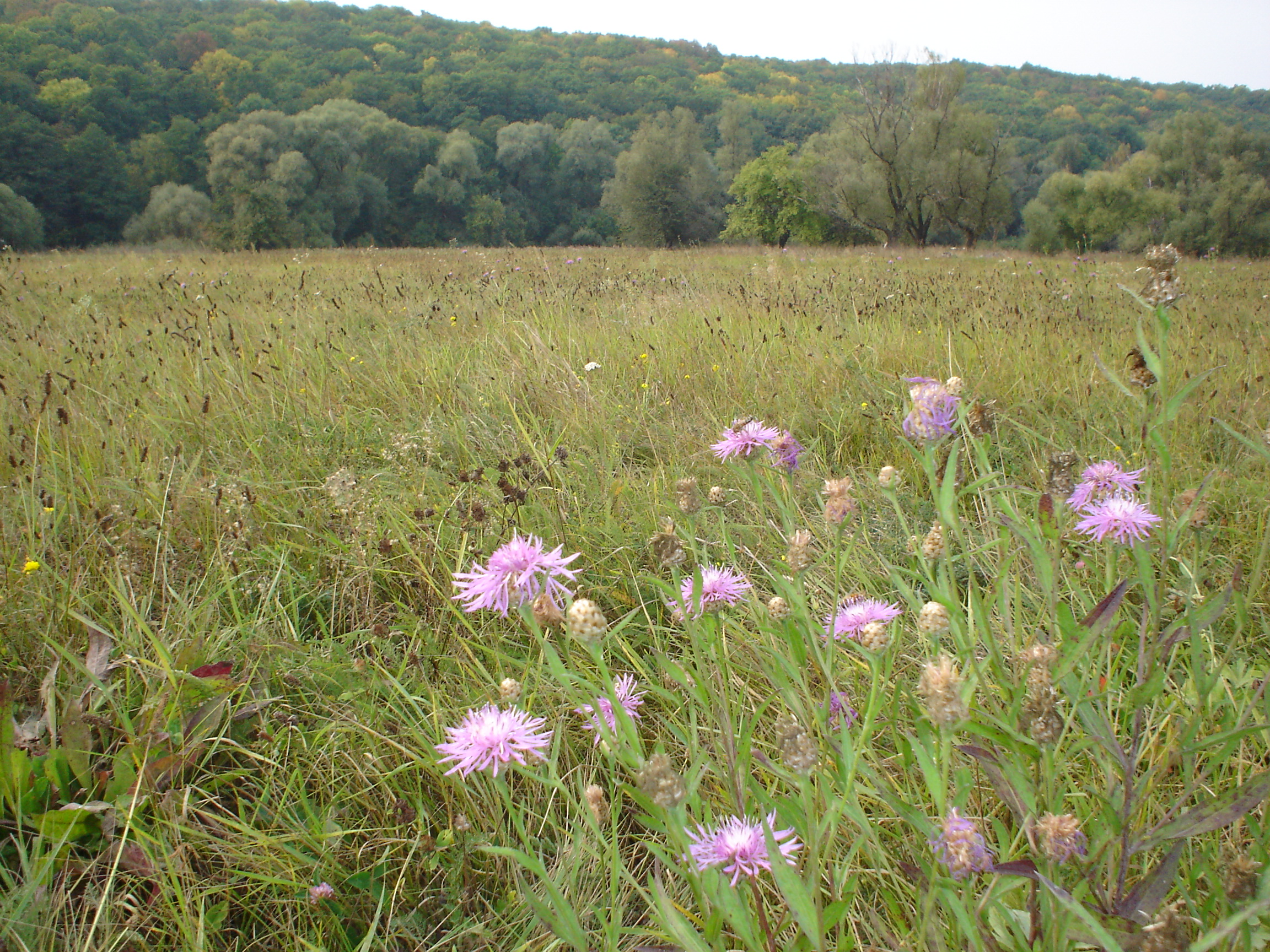
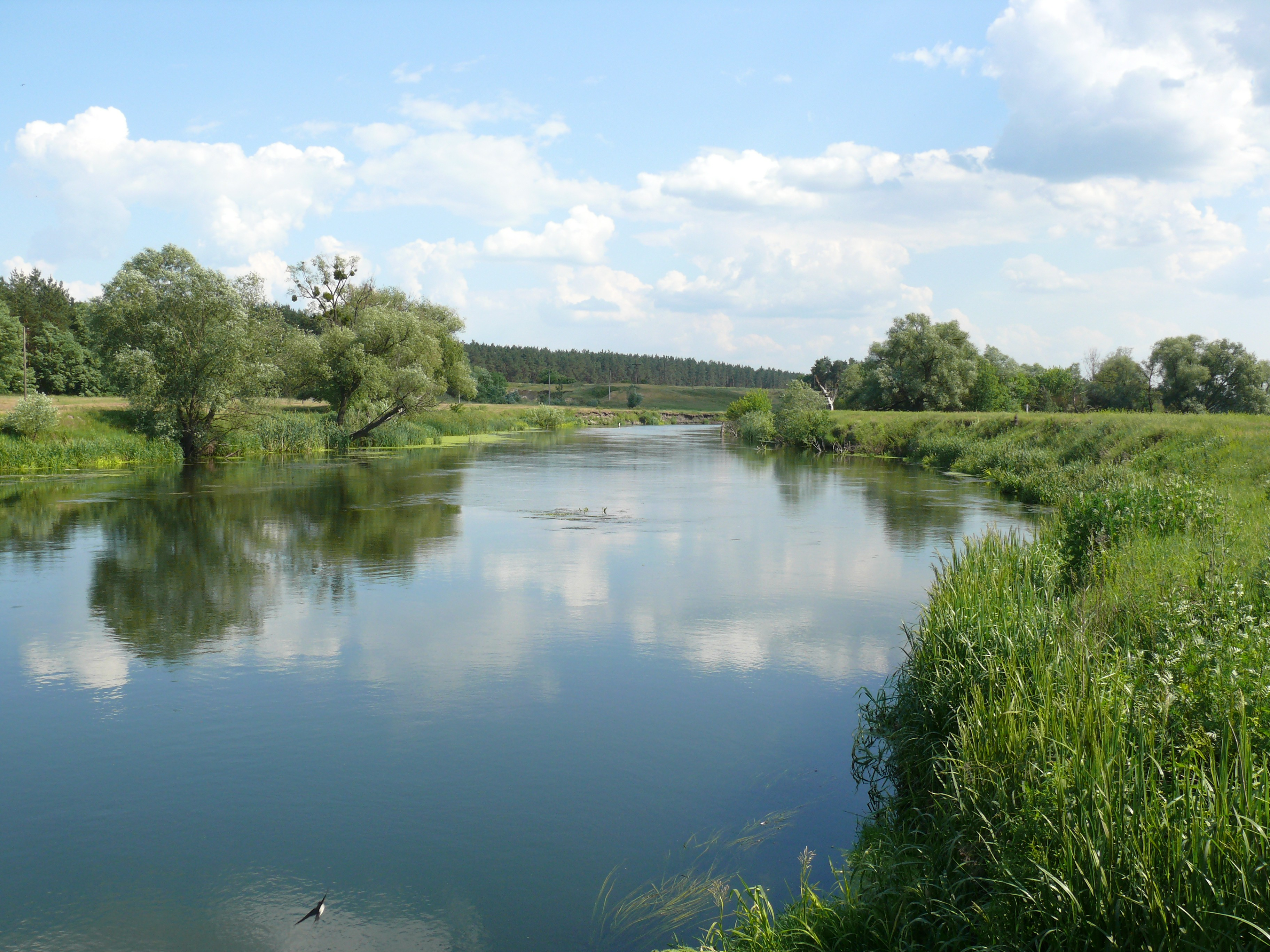
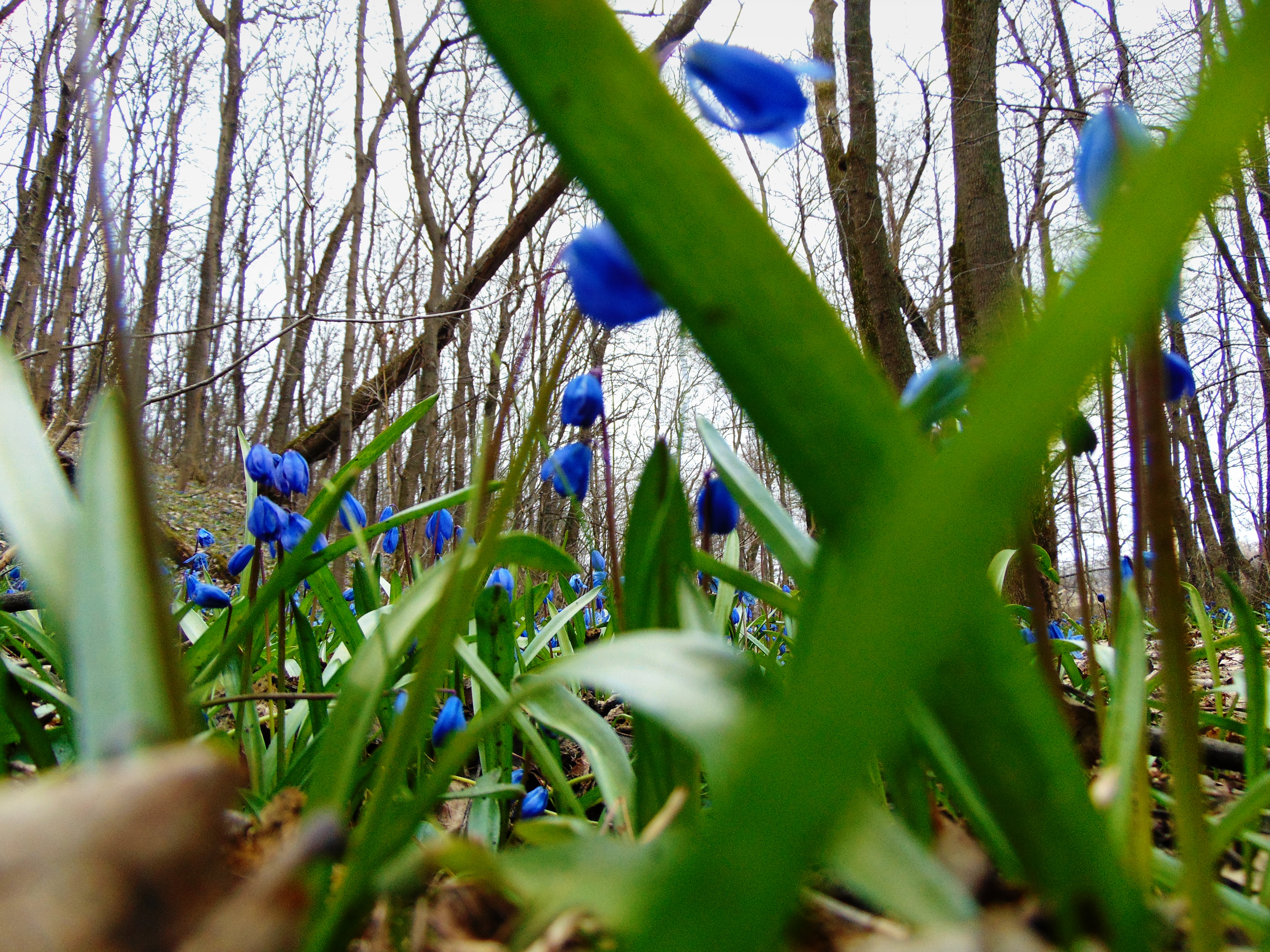
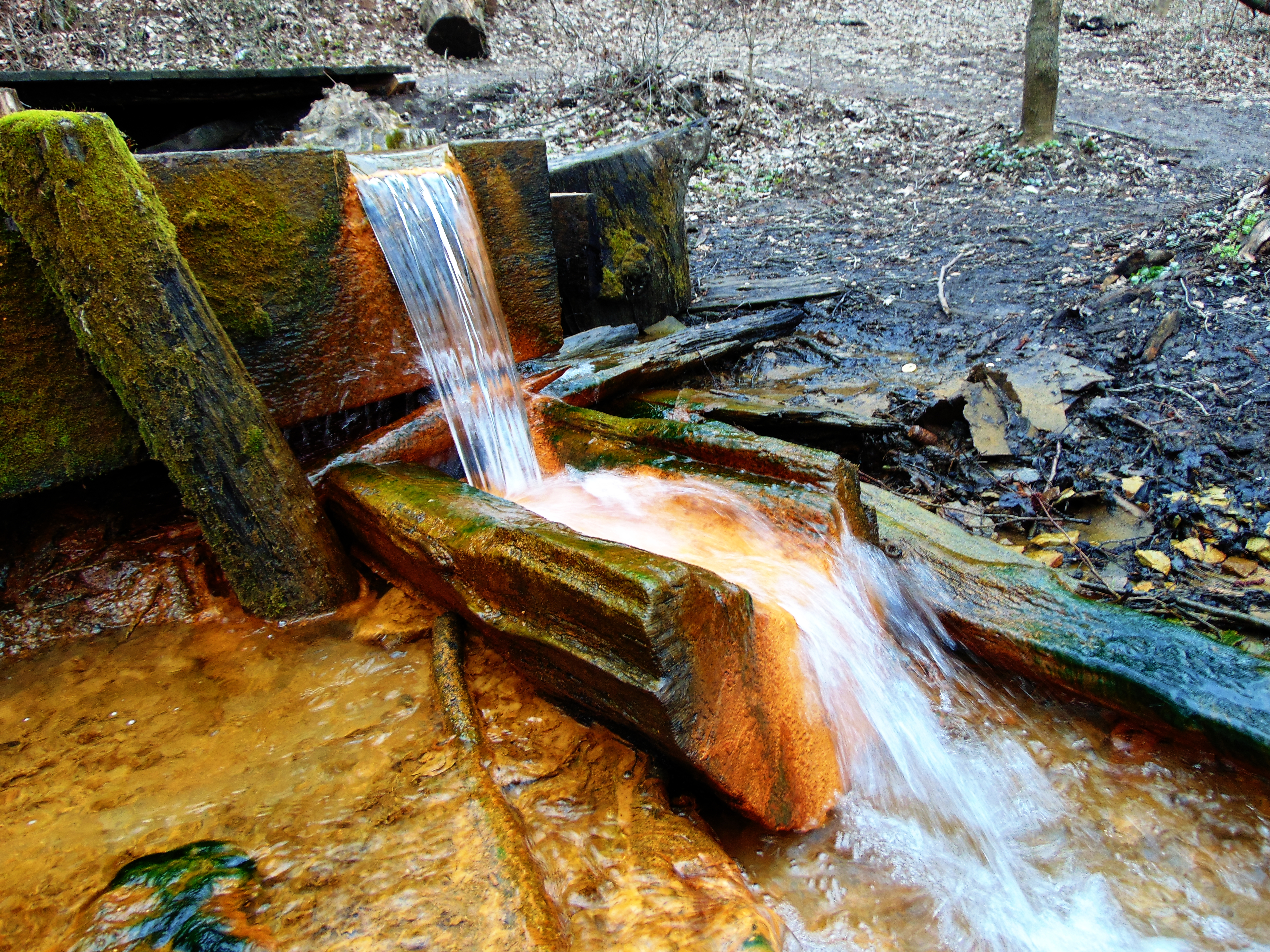
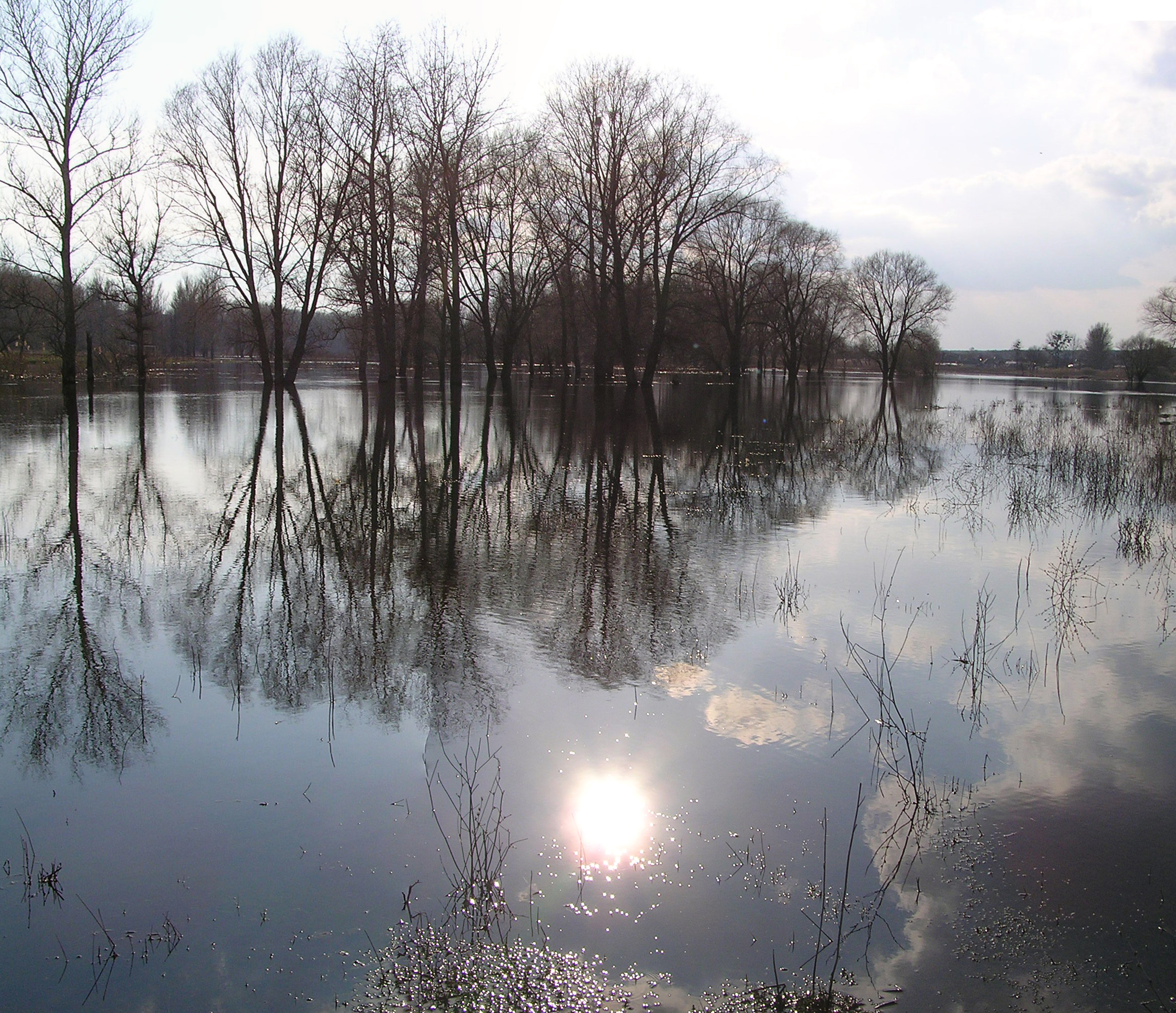
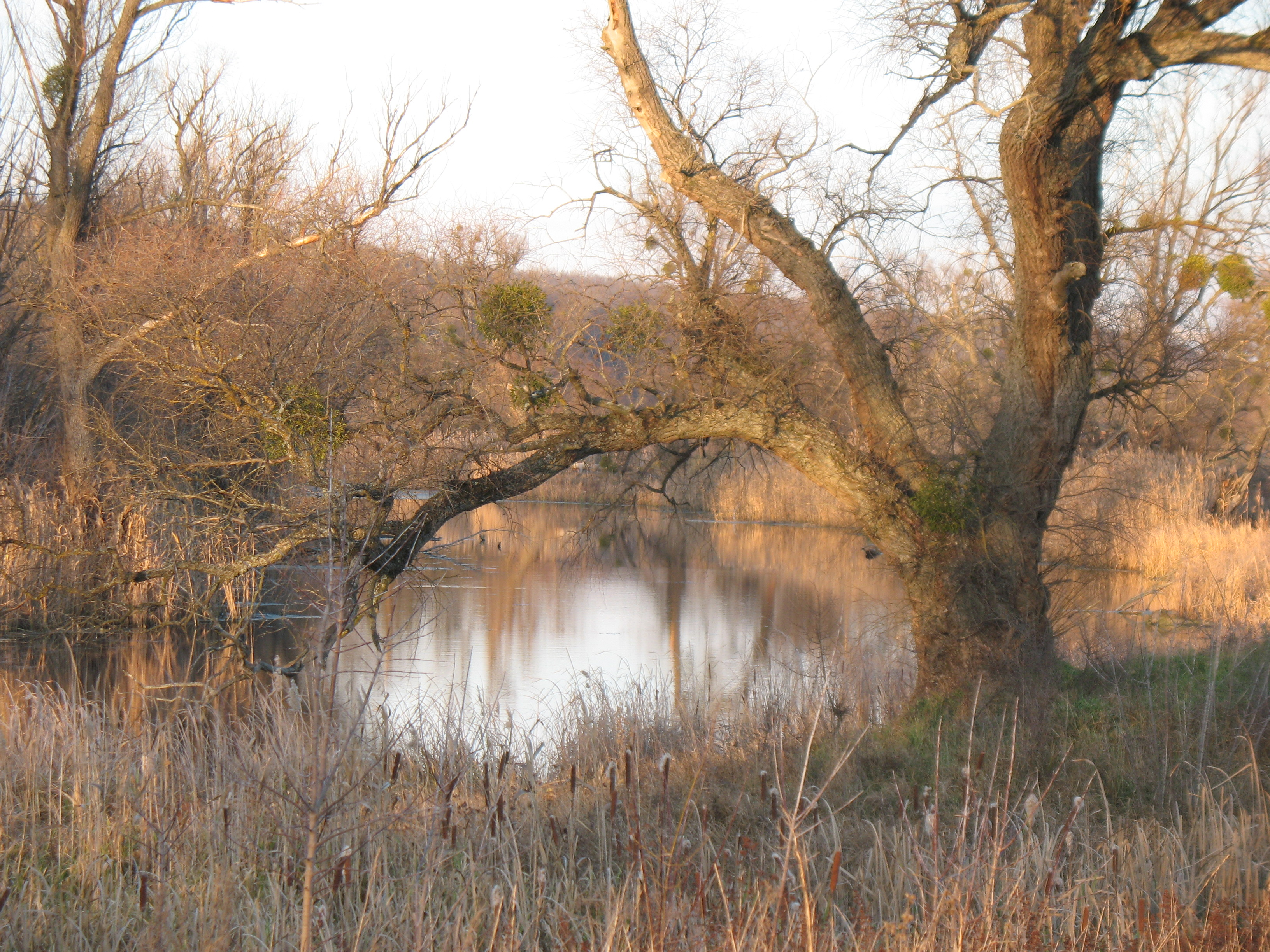
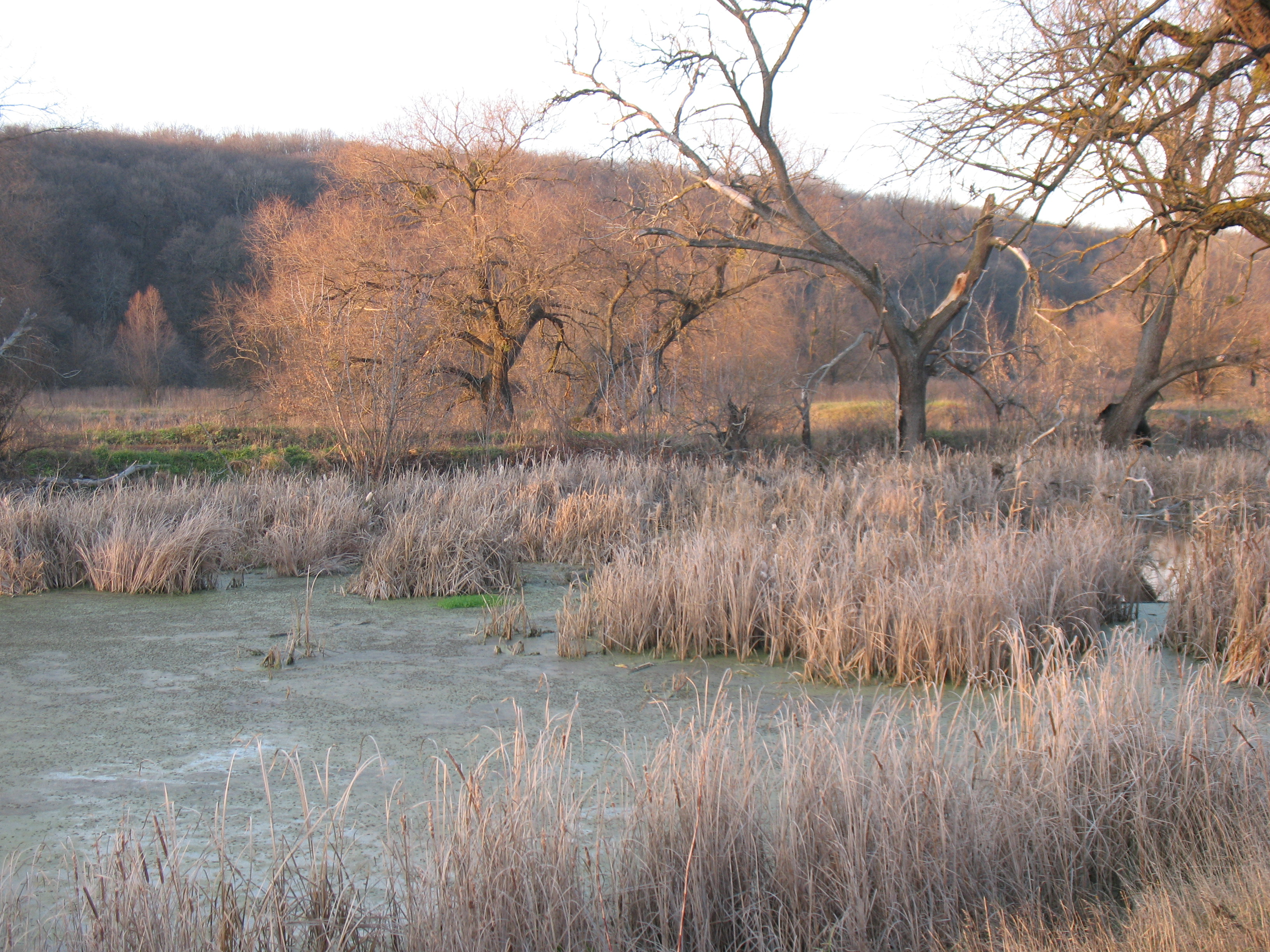
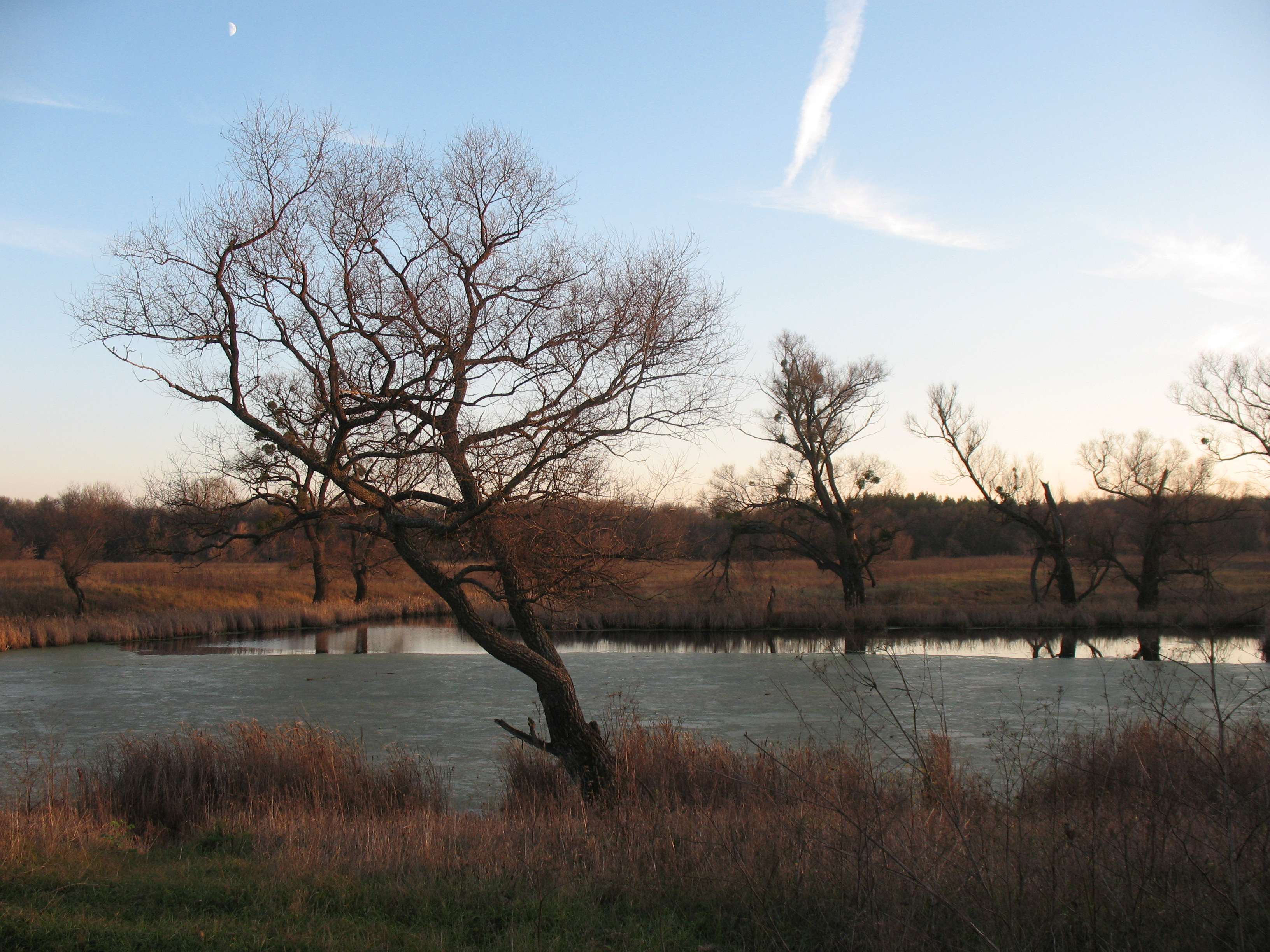